# لیوانو کومننسیا
لیوانو کومننسیا (انگلیسی: Livano Comenencia؛ زادهٔ ۳ فوریهٔ ۲۰۰۴) بازیکن فوتبال اهل پادشاهی هلند است که در حال حاضر برای باشگاه فوتبال یوونتوس نکست جن بازی می‌کند. 
وی همچنین در تیم‌های ملی فوتبال زیر ۱۵ سال هلند، زیر ۱۶ سال هلند، زیر ۱۸ سال هلند، زیر ۱۹ سال هلند و زیر ۲۰ سال هلند بازی کرده است.